# Pfarrkirche Möllbrücke

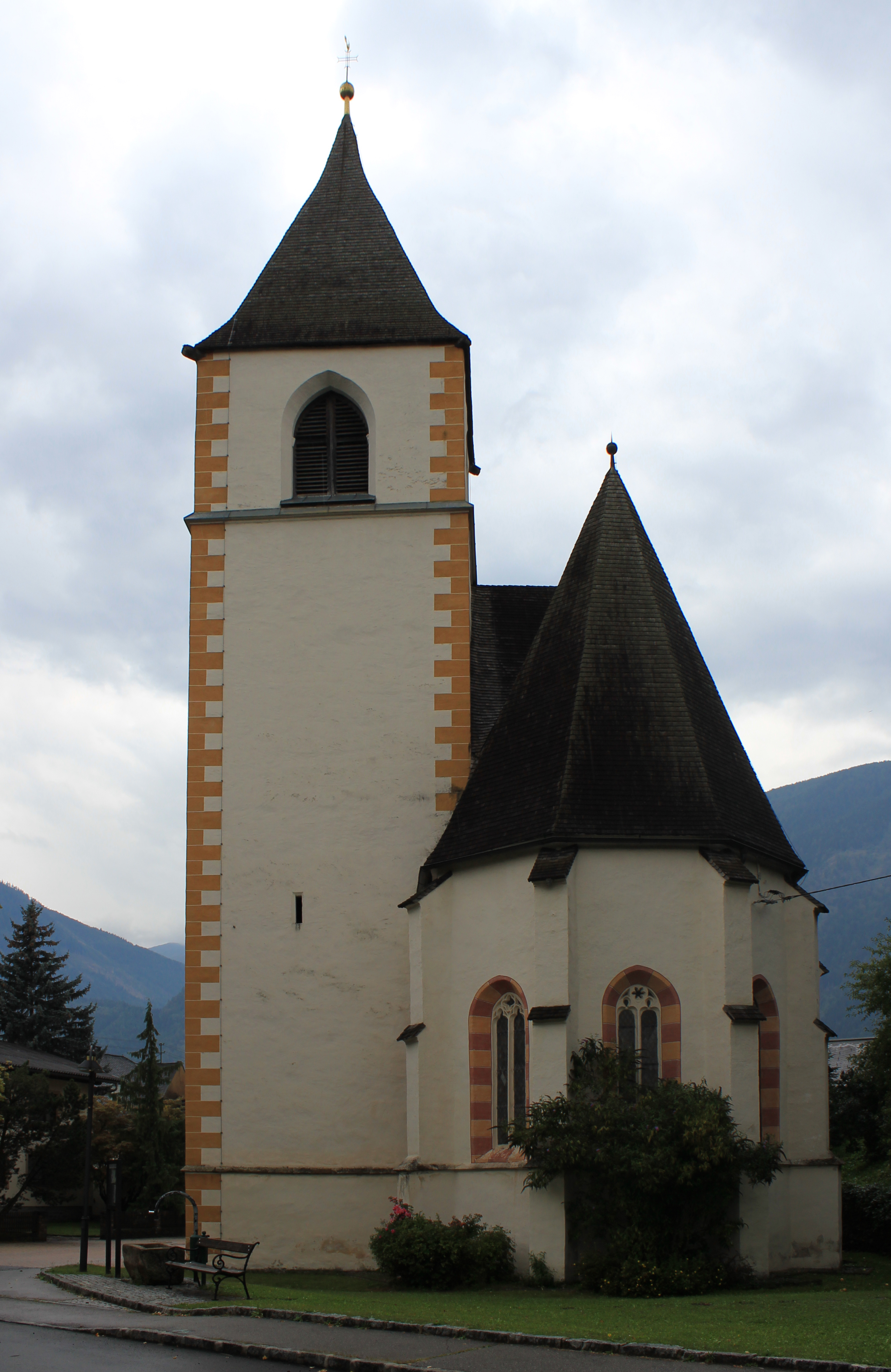

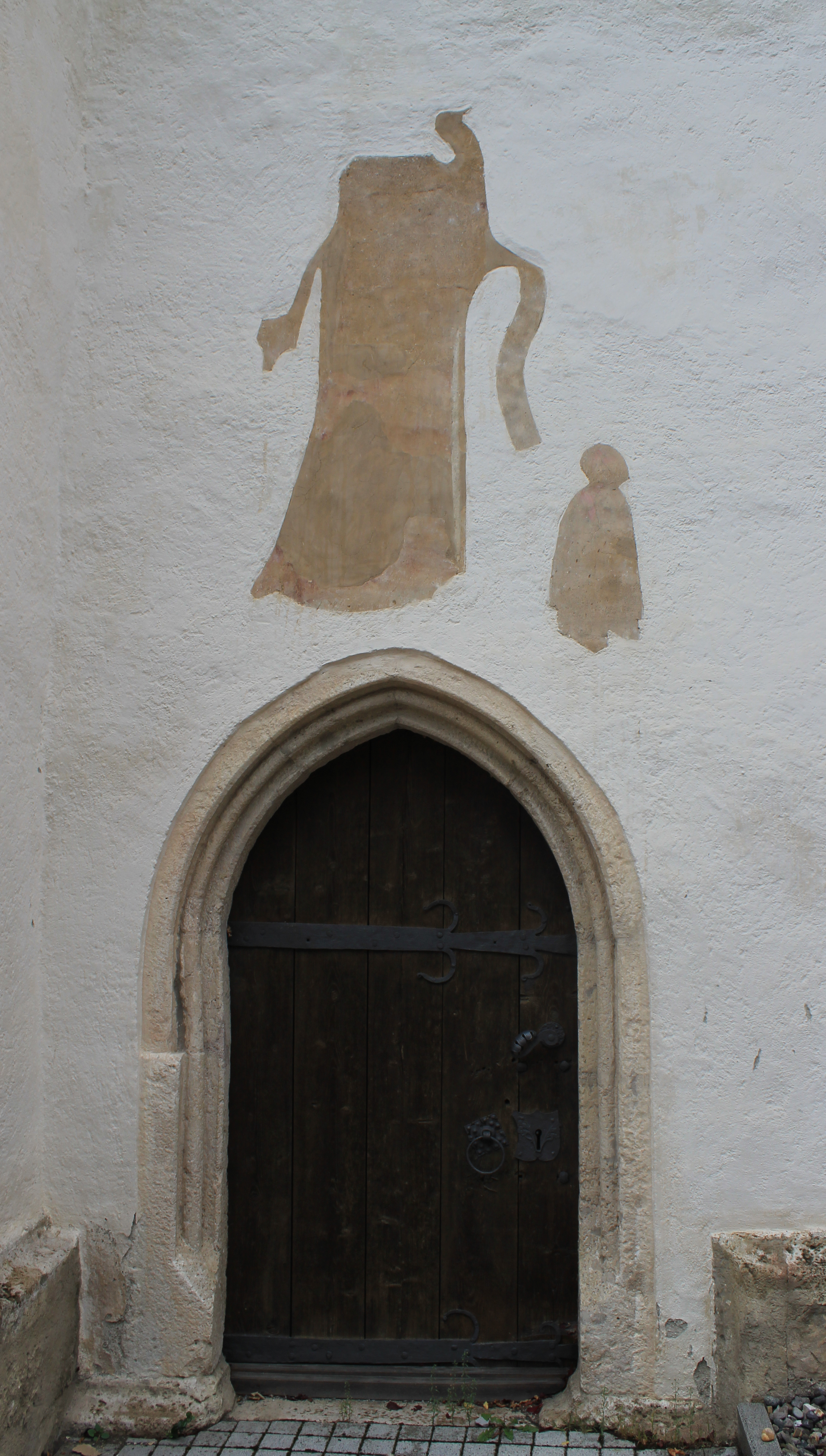
Südportal mit Freskorest

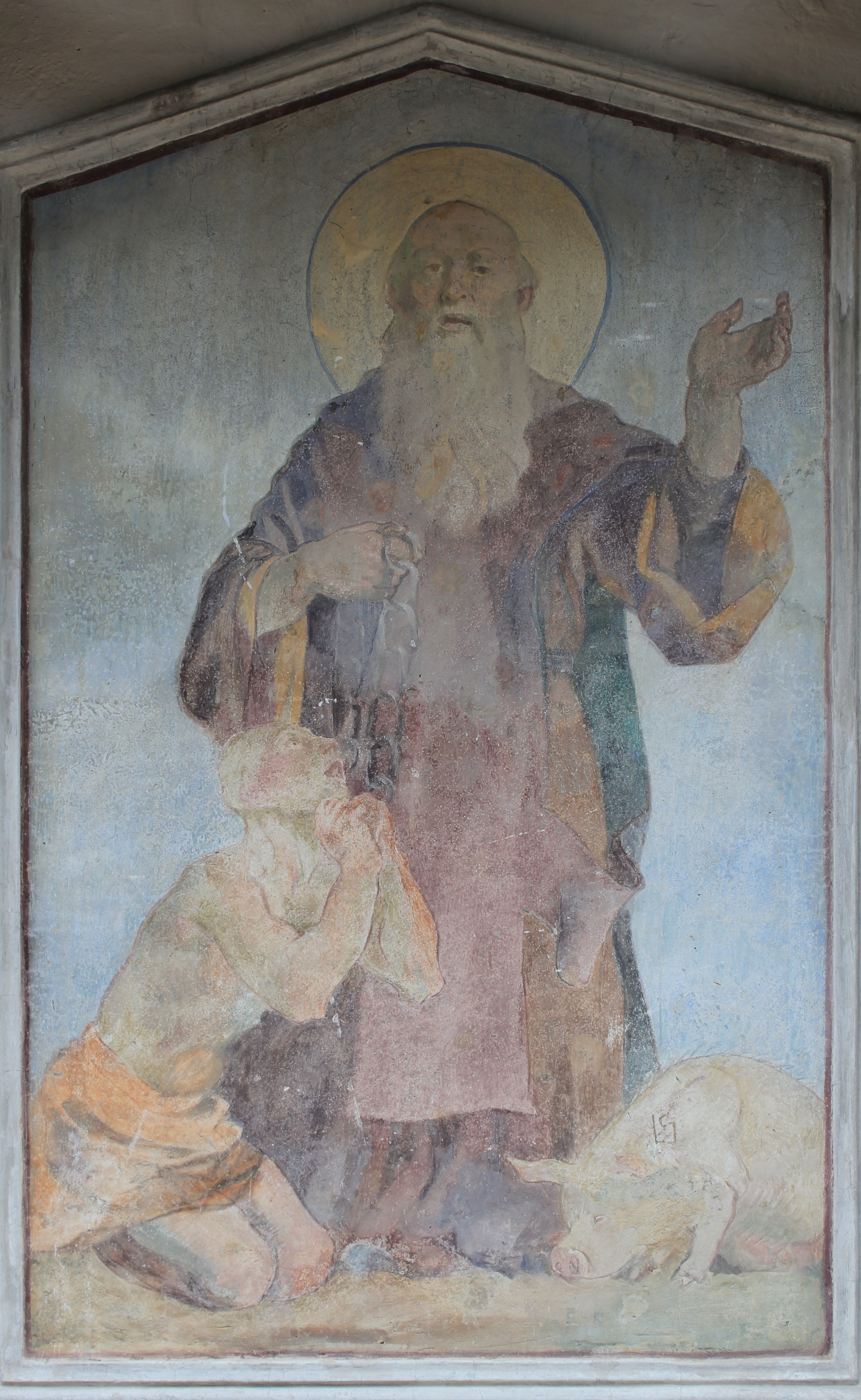
Lobisserfresko

Die römisch-katholische Pfarrkirche Möllbrücke in der Gemeinde Lurnfeld ist dem heiligen Leonhard geweiht. Die ehemalige Wehrkirche wurde erstmals 1499 urkundlich erwähnt.

## Baubeschreibung
Das Gotteshaus ist eine spätgotische Anlage des 15. Jahrhunderts. Sie besteht aus einem zweijochigen Langhaus und einem eingezogenen, einjochigen Chor mit Fünfachtelschluss. Zweifach abgetreppte Strebepfeiler stützen den Chorschluss. Am Langhaus befinden sich jochweise einstufige Strebepfeiler, deren westliche übereck gestellt sind. Der mächtige Turm steht im südlichen Chorwinkel. Er hat ein rechteckiges, abgefastes Sakristeifenster, Mauerschlitze in vier Geschoßen und spitzbogige Schallfenster von 1527. Er wird durch Gesimsen über der Sockelzone und unterhalb des Glockengeschoßes gegliedert und mit einem Pyramidenhelm bekrönt. Im kleinen Türmchenanbau zwischen Turm und Langhaus ist die Turmstiege untergebracht.
Das rundbogige Westportal mit Rundstabprofilierung und abgekragtem Türsturz ist von einem rechteckigen Rahmenfeld umgeben. Rechts vom Portal befindet sich ein kleines, quadratisches Fenster, darüber zwei Rundfenster. Die Schießluken an der Westwand zeugen von der einstigen Wehrhaftigkeit der Kirche. Im Chorschluss und in der Südwand des Langhauses haben sich zweiteilige Lanzettfenster mit dem ursprünglichen Maßwerk erhalten. Das gotische Südportal besitzt eine Tür mit einem gotischen Schloss und schmiedeeisernen Beschlägen. Darüber wurden 1996 Reste gotischer Fresken eines Stifters und eines bärtigen Heiligen, wohl des heiligen Leonhard, freigelegt. Eine weitere Darstellung des heiligen Leonhard schuf 1926 Switbert Lobisser an der Südwand des Turmes.
Im Langhaus ruht ein einfaches Sternrippengewölbe auf gekehlten Wandpfeilern mit halbrunden Vorlagen. Die spätgotische Empore ist sternrippenunterwölbt und ruht auf drei spitzbogigen, profilierten Pfeilerarkaden. Die Emporenbrüstung weist durchbrochenes Schlingrippenmaßwerk auf. An der Emporenfront sind Statuenkonsolen mit Blattwerkkapitellen angebracht. An einer Konsole sind die Jahreszahl 1473 und ein Meisterzeichen, das mit jenem in der Filialkirche Presseggen identisch ist, angebracht. Das spätgotische Portal mit geradem Sturz in der Südostecke des Langhauses bildet den Zugang zur Turmtreppe.
Ein spitzbogiger, profilierter Triumphbogen verbindet das Langhaus mit dem Chor. Im Chor, der durch ein umlaufendes Gesims in der Höhe der Fenstersohlbank gegliedert ist, erhebt sich ein Kreuzrippengewölbe über zarten gekehlten Wandvorlagen. Im Chorschluss befinden sich zwei große rundbogige Wandnischen mit gekehlter Rahmung. Von der Chorsüdwand führt ein profiliertes Spitzbogenportal mit einer spätgotischen, eisenbeschlagenen Tür in die Sakristei im Turmerdgeschoß. Darüber ist ein Turmfenster zu sehen.

## Einrichtung
Der Hochaltar ist ein spätgotischer Flügelaltar, der nach 1510 wohl in einem oberkärntner Schnitzatelier entstand. Die Schnitzarbeiten zeigen Tiroler Einfluss (Pacher-Werkstatt), die Malereien schrieb Otto Demus dem Meister Nikolaus von Bruneck zu. Die Mittelfigur des heiligen Leonhard im Schrein wird von den Figuren der Pestheiligen Sebastian und Rochus flankiert. Die Reliefs an den Flügelinnenseiten stellen die Heiligen Erasmus und Ruprecht dar. Die Flügelaußenseiten sind mit den Heiligen Wolfgang, Heinrich, Kunigunde und Martin bemalt. Die bemalte Rückseite des Schreins zeigt den heiligen Christophorus sowie die heiligen Diakone Stephanus und Laurentius. Im Gesprenge stehen ein Schmerzensmann, die Muttergottes und der Apostel Johannes. Die Predella ist leer. An den geöffneten Predellenflügeln sind die Schnitzreliefs zweier Engel und an den Außenseiten die Gemälde der Heiligen Maria Magdalena, Helena, Elisabeth und Afra zu sehen. Als Schreinwächter dienen die Heiligen Georg und Florian.
Den linken Seitenaltar schuf 1781 der Bildhauer Mathias Überbacher. Das von Heinrich Obexer gemalte Altarbild der Verlobung Mariens wird von den Statuen ihrer Eltern Joachim und Anna flankiert.
Der mit Knorpelwerk geschmückte rechte Seitenaltar von 1654 besteht aus einer Ädikula auf einem Sockel und einem wohl im 18. Jahrhundert hinzugefügten Aufsatz. Das Mittelbild zeigt den heiligen Antonius von Padua vor der Muttergottes mit Jesuskind. Das Aufsatzbild gibt Maria mit ihren Eltern wieder.
Die Rokokokanzel aus dem dritten Viertel des 18. Jahrhunderts ist mit geschnitzten Evangelistensymbolen versehen.
Das sechssitzige Chorgestühl an der Chornordwand ist mit Astwerkdekor in Flachrelief geschmückt und mit „Andre Kamper 1507“ bezeichnet. Über dem Chorgestühl ist eine um 1420/1430 entstandene Konsolstatue des heiligen Laurentius aufgestellt. Im Chor befindet sich der Unterteil eines um 1500 gefertigten, spätgotischen Stollenschranks. Neben der Kanzel hängt ein um 1500 geschnitztes Kruzifix. Seitlich davon stehen die Schnitzstatuen der Heiligen Franz Xaver und Johannes Nepomuk von 1740. Im Fenster unter der Empore steht die um 1420 geschnitzte Figur des heiligen Leonhard.